# Pałac Spiski w Krakowie
Pałac Spiski – zabytkowa kamienica znajdująca się w Krakowie, w dzielnicy I Stare Miasto przy Rynku Głównym 34, na Starym Mieście.

## Historia
Rezydencja powstała z połączenia i przebudowy dwóch kamienic, z których jedna była własnością Maciejowskich, a druga Schedlów – drukarzy krakowskich, a potem do Łodzińskich (do 1735 roku). Po 1735 roku, zawalona w 1726 roku kamienica Łodzińskich, została połączona z Pałacem Spiskim (po północnej stronie) przez wojewodę krakowskiego Teodora Konstantego Lubomirskiego, dziedzicznego starosty spiskiego, który nadał gmachowi jednolity, rezydencjonalny kształt w stylu barokowym. W związku z posiadanym przez Lubomirskich tytułem starostów spiskich, pozostający w rękach tej rodziny od XVII wieku budynek, był określany jako „Pałac Spiski”. To z jego okien w 1676 r. król Jan III Sobieski, po odebraniu hołdu od mieszczan krakowskich, przyglądał się pokazom ogni sztucznych.
W XVIII w. pałac zmieniał właścicieli. Od 1764 roku właścicielami pałacu byli Massalscy. W 1799 r. zakupił go Jacek Kluszewski, starosta brzegowski, który już wcześniej w sali na drugim piętrze urządzał spektakle teatralne – pierwsze w Krakowie przedstawienia w teatrze stałym. Po zajęciu miasta przez Austriaków w 1796 r., w pałacu zamieszkał gubernator terenów przyłączonych do monarchii Habsburgów. Pierwszym gubernatorem był Wacław Margelik, który na wieść o szykującej się polskiej demonstracji uciekł konno z pałacu, krzycząc, że jest ścigany durch das polnische Regiment Ruchawka (przez polski pułk Ruchawka). W dniu 9 sierpnia 1796 r. zamieszkał w pałacu ks. Karol von Auersperg, delegat rządu austriackiego do odebrania hołdu od obywateli krakowskich. Jego uroczysty przejazd przez Rynek Główny uwiecznił malarz Michał Stachowicz. Na obrazie przedstawiony jest także ówczesny wygląd rezydencji. Przed 1808 rokiem przebudowano barokową fasadę, zlikwidowano balkony i kartusze, zmieniono formy otworów w związku ze zamianą niskiego trzeciego piętra (mezzanina) na pełną kondygnację. W następnych latach Pałac Spiski był siedzibą administracyjnych władz austriackich, a parter zajmowały eleganckie sklepy (m.in. sklep jubilera Modesa). W 1828 r. w budynku znaleziono renesansowy nagrobek z czerwonego marmuru przeznaczony dla Sebastiana Lubomirskiego (zm. 1613 r.), który został następnie umieszczony przez Potockich w kaplicy kościoła w Krzeszowicach. Po 1847 roku zmieniono dach na dwuspadowy. W latach trzydziestych XIX w. rezydencja należała do hr. Jana Mieroszewskiego, ordynata mysłowickiego. Pałac Spiski w tym okresie usiłował rywalizować z pałacem „Pod Baranami” Potockich, gdyż Mieroszewski zgromadził w nim cenną kolekcję obrazów pochodzących z galerii królewicza Jakuba Sobieskiego oraz ze zbiorów biskupa krakowskiego Jana Pawła Woronicza. W pałacu znalazły się również antyczne meble, stara broń oraz zabytki egipskie i etruskie. Wydatki związane z teatralnymi zainteresowaniami Mieroszewskiego doprowadziły jednak do utraty przez niego pałacu już w połowie XIX w. W 1877 r. budynek stał się ponownie własnością książąt Lubomirskich.
Tuż przed wybuchem I wojny światowej do pałacu przeniesiono z Krzysztoforów sklep towarów kolonialnych i lokal „śniadankowy” firmy Antoniego Hawełki. Na pierwszym piętrze zachowała się z tego czasu sala tzw. Tetmajerowska, stanowiąca część pomieszczeń restauracyjnych. Sala ta została ozdobiona przez Włodzimierza Tetmajera fryzem przedstawiającym legendę o mistrzu Twardowskim. 
Po przeniesieniu biur starostwa, w 1902 r. górne piętra gmachu zajęło gimnazjum żeńskie, które działało tam do 1939 r., kiedy to zostało usunięte przez niemieckie władze okupacyjne. 
W 1945 r. cały pałac przejęły na swoją siedzibę związki zawodowe. Wielokrotne przebudowy i częste zmiany właścicieli doprowadziły do tego, że Pałac Spiski utracił wiele ze swojego dawnego reprezentacyjnego wyglądu.
4 kwietnia 1933 kamienica została wpisana do rejestru zabytków. Znajduje się także w gminnej ewidencji zabytków.